# Myoschilos oblongum
Myoschilos oblongum är en sandelträdsväxtart som beskrevs av Ruiz & Pav.. Myoschilos oblongum ingår i släktet Myoschilos och familjen sandelträdsväxter. Inga underarter finns listade i Catalogue of Life.